# Lúdanyó meséi (mesegyűjtemény)
A Lúdanyó meséi (franciául: Les Contes de ma Mère l'Oye) Charles Perrault francia író népmesegyűjteménye, az egyik legismertebb mesegyűjtemény, melyet először Párizsban adott ki 1697-ben. A könyv nagy népszerűségnek örvendett, az akkori arisztokrata körökben egyre érdekesebbek voltak a népmesék. Azután kezdett velük foglalkozni, miután visszavonult az ügyvédi pályától. Egyes mesék szoros párhuzamot mutatnak Boccaccio novelláival.

## Kiadástörténet
Perrault 1694-ben három történetet írt le verses formában: a Grizeldis, a Nevetséges kívánságok és a Szamárbőr, amelyeket egy kötetben ki is adtak, és egy évvel később újra kiadták előszóval ellátva. 1697-ben Jean Barbin Histoires ou contes du temps passé, avec dez Moralitez (A múlt történetei tanulságokkal) címmel kiadott egy újabb kötetet, mely 8 történettel bővült. Ugyanezen évben két utánnyomás után a könyv csak Les Contes de ma Mère l'Oye (Lúdanyó meséi) címmel lett ismert. A könyv illusztrációján egy fonó asszony volt látható, aki éppen mesét mond a körülötte lévő gyerekeknek, akik a ruhájukból ítélve magasabb társadalmi osztályba tartoztak. A falon pedig egy táblán a cím látható. Az 1697-es kiadás az alábbi történeteket tartalmazta: Csipkerózsika, Piroska, Kékszakáll, Macskamester vagy a csizmás kandúr, Hamupipőke avagy az üveg cipellők, Csimbók Csana, Hüvelyk Matyi, Griseldis, Nevetséges kívánságok, Szamárbőr és A tündér. Nyolc prózai formában íródott mese és három verses történet. Mindegyik elbeszélés végén egy kis verses tanulság található. Néhány mesét korábban tettek közzé a Mercure galant című magazinban, a Csipkerózsikát pedig 1696-ban. A gyűjtemény meséi mai napig töretlen népszerűségnek örvendenek, és rengeteg feldolgozás készült belőlük, többek között Walt Disney is sokszor adaptálta a történeteket. A gyűjtemény nagy sikereket ért el, Perrault élete során még nyolcszor kiadták. A következő évszázadban a népmesék már nem örvendtek akkora népszerűségnek, de ebben a században a könyvet négyszer adták ki.

## Magyar fordítások
Magyarországon először 1947-ben a Szent István Társulat gondozásában jelent meg a könyv Csipkerózsa. Perrault legszebb meséi címmel, Rónay György átdolgozásában. Az első szöveghű fordítás 1965-ben jelent meg a Helikon Kiadónál Mesék címmel, viszont csak a prózai mesék lettek lefordítva. 2011-ben az Egmont kiadó adta ki Lúdanyó meséi címmel Val Biro gyerekek számára átdolgozott és illusztrált változatában.

### Magyar kiadások
- Csipkerózsa. Perrault legszebb meséi; ford., átdolg. Rónay György; Szt. István Társulat, Bp., 1947
- Mesék; ford. ELTE Francia Intézet munkaközössége, vez. Gyergyai Albert, utószó, jegyz. Gyergyai Albert; Magyar Helikon, Bp., 1965
- Lúdanyó meséi; átdolg. Tótfalusi István; Móra, Bp., 1966
- Csizmás kandúr. Mesék; ford., átdolg. Rónay György; Móra, Bp., 1967
- Gottfried August Bürger: Münchhausen báró kalandjai / Charles Perrault: Lúdanyó meséi; ifjúsági átdolg. és ford. Tordon Ákos, Rónay György, Szűcs János, összeáll., szerk. Tóth Emese, utószó Kovács Ágnes, ill. Gustave Doré; Kossuth, Bp., 1994
- Lúdanyó meséi; Charles Perrault alapján, ill., átdolg. Val Biro, ford. Nagyfejeö Rita; Egmont, Bp., 2011

## Hatása
1729-ben Robert Samber lefordította angol nyelvre a kötetet Histories, or Tales of Past Time címmel ellátva. A gyűjtemény nagyon népszerű lett Angliában, majd később Amerikában is, ahol Mother Goose Tales címen jelent meg.
A 19. században, a romantika idején újra az érdeklődés középpontjába kerültek a mesék. Németországban a Grimm fivérek úgy vélték, hogy a nemzeti identitáshoz szükség van a hagyományokra és a folklórra. Ezt támasztja alá 1812-ben kiadott népmesegyűjteményük, a Gyermek- és családi mesék, amelyben Perrault meséinek a német nép között elterjedt változatai is szerepelnek.
1864-ben Gustave Doré 36 illusztrációival megjelenő kiadása újra nagy érdeklődést keltett.
Bartók Béla a Kékszakáll című mese alapján megírta A kékszakállú herceg vára című operáját.

## A Lúdanyó meséi című könyvben szereplő mesék
- Csipkerózsika (La belle au bois dormant)
- Piroska (Le Petit Chaperon rouge)
- Kékszakáll (La Barbe bleue)
- Macskamester vagy a csizmás kandúr (Le Maître chat ou le Chat botté)
- A tündérek (Les Fées)
- Hamupipőke vagy az üveg cipellők (Cendrillon ou la Petite Pantoufle de verre)
- Csimbók Csana (Riquet à la houppe)
- Hüvelyk Matyi (Le Petit Poucet)
- Griseldis
- A nevetséges kívánságok
- Szamárbőr